# Acido picramico
L'acido picramico è un derivato dell'acido picrico. 
Si ottiene per azione dell'acido picrico su carboidrati in soluzione alcalina a caldo. L'acido picrico ossida i carboidrati riducendosi ad acido picramico. Questa reazione comporta un viraggio dal giallo dell'acido picrico al rosso dell'acido picramico ed in passato è stata utilizzata per la determinazione colorimetrica del glucosio nelle urine.